# Fritz Gerlich
Fritz Gerlich, född 1883, död 1934, var en tysk journalist känd för att ha skrivit kritiska artiklar om Adolf Hitler och den växande naziströrelsen.
Efter att nazisterna tagit makten i Tyskland, beslöt de att fort flytta honom. Han arresterades den 9 mars 1933 och flyttades till konstentrationslägret Dachau, där han blev mördad den 1 juli 1934 under de Långa knivarnas natt. Efter hans död fick hans fru det bekräftat genom att få hans blodiga glasögon med posten.
Han blev porträtterad i filmen Hitler: The Rise of Evil av skådespelaren Matthew Modine.